# Carrascal de Barregas
Carrascal de Barregas – gmina w Hiszpanii, w prowincji Salamanka, w Kastylii i León, o powierzchni 76,6 km². W 2011 roku gmina liczyła 1038 mieszkańców.